# Szilassy László

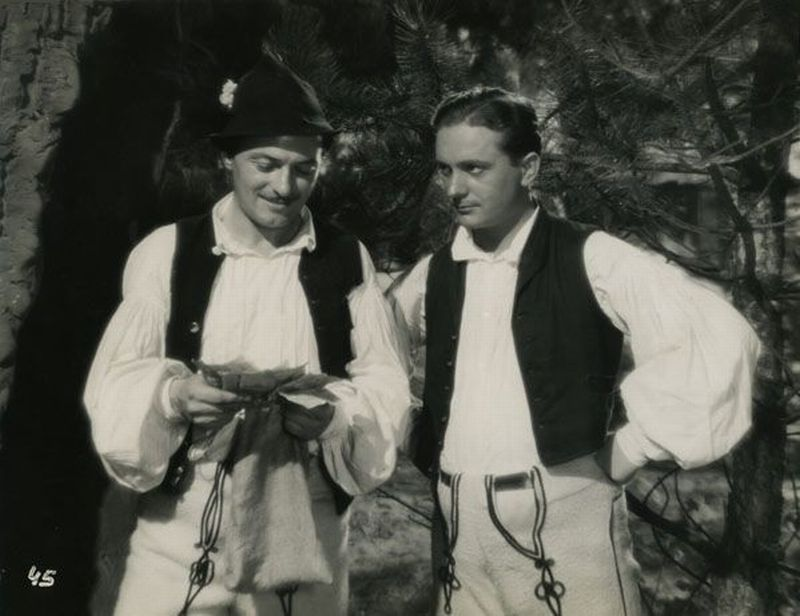
Szilassy László (jobbra) Jávor Pállal az Uz Bence című magyar filmben (1938)

Szilassy László (szül.: Szabó) (Nyírcsászári, 1908. február 13. – São Paulo, 1972. március 30.) magyar színész, filmsztár.
Az 1930-as évek végén és az 1940-es évek elején Jávor Pál és Páger Antal mellett a magyar filmipar egyik legfoglalkoztatottabb és legnépszerűbb filmszínésze volt.

## Élete és pályája
Budapesten jogi tanulmányokat folytatott, majd 7 félév után titkára lett Szalay Károly társulatának. Színész karrierje is itt kezdődött. 1933–34-ben Kallós József társulatában, 1934–35-ben Szegeden, 1935–36-ban Miklósy Imre egyesületében, 1936–37-ben pedig Debrecenben lépett fel. Tagja volt 1937 és 1939 között a Belvárosi Színháznak, 1939–40-ben a Magyar és az Andrássy Színháznak, 1940 és 1942 között pedig a Pesti és a Vígszínháznak. Állandó szerződést ezután nem kötött.
1942–43-ban vendégszerepelt a Fővárosi Operettszínháznál. 1944 őszén sikerült elérnie élete nagy álmát: szerződtették a Nemzeti Színházhoz – ám mivel tartalékos hadnagyként katonai szolgálatra hívták be, majd szovjet fogságba esett, a nemzet első színházában végül nem volt lehetősége színpadra lépni.
Miután a szovjet fogságból meg sikerült szöknie, 1945-ben emigrált, először 1946-tól Brazíliában élt, majd Argentínában telepedett le. 1950-ben vendégként lépett föl az Argentínai Magyar Színjátszó Társaság fölkérésére, 1951-től tag lett. 1960-ban újból Brazíliába költözött.
Szilassy kiugrása 1938 körülre datálható. Üstökösszerűen felívelő karrierje beindulása szempontjából tehát releváns volt az első zsidótörvény, azaz az 1938. évi XV. törvénycikk hatályba lépése, amely úgy rendelkezett, hogy a szellemi szabadfoglalkozású pályák állásainak maximum 20 százalékát tölthetik be zsidók. E törvénynek a színészek körében az volt a következménye, hogy olyan korábbi közkedvelt, zsidó származású művészek, mint például Kabos Gyula, Törzs Jenő avagy Ráday Imre egyre inkább kiszorultak a pályáról, míg az olyan nem zsidó színészek előtt, mint az ízes beszédű Szilassy, gyorsan megnyílt a pálya. Felkérések sokaságát kapta.
A kor szépségideáljának tökéletesen megfelelő, jó kiállású, vonzó férfi előnyös külsejének köszönhetően számos dráma és operett, illetve szalonvígjáték szerelmes szerepeit játszotta. Játékstílusa könnyed, természetes volt. Kellemes énekhangja és tánctudása is hozzájárult sikereihez. (A Tokaji aszú című darabban Fedák Sári mellett állhatott a színpadon!)
Az 1930-as évek végének, 40-es évek elejének egyik legnagyobb filmcsillagává vált, akinek életéről a sajtó is rendszeresen tudósított, aki hatalmas női rajongótábort tudhatott magáénak, akiről új meg új pletykák reppentek föl. Számos filmben kapott főszerepet. Filmográfiája az 1938 és 1944 közötti hét esztendőben 42 filmre rúg.
Ezek többsége vígjáték volt, de a drámai szerepekben is meggyőző tudott lenni – ilyen volt az Alkalom és az Isten rabjai, amelyben egy szerzetest játszott. Szeleczky Zitával, akivel öt filmben játszott együtt, a közönség egyöntetű véleménye szerint "álompárt" alkottak. De más vezető színésznőnek (Karády Katalin, Tolnay Klári, Turay Ida, Simor Erzsi, Honthy Hanna, Bulla Elma, Szörényi Éva) is méltó partnere volt. Komédiákban Latabár Kálmánnal is remek párost alkottak.
A Herczeg Ferenc regénye nyomán forgatott Szíriusz című filmje – a világ első időutazós regényének filmadaptációja – az 1942-es velencei nagy Biennálén sikert aratott, csupán a náci Németország közbeavatkozása miatt nem kaphatta meg a fődíjat.
A kritika és a közönség egyaránt úgy vélte, hogy Szilassy Jávor Pál utóda lehet majd a filmvásznon, noha Jávor leginkább mulatós, duhaj dzsentriket formált meg, Szilassy ellenben polgári foglalkozást választó, becsületes, törekvő fiatalembereket, például mérnököket vagy orvosokat.
Művészi ambícióit jelzi, hogy nem elégedett meg azzal, hogy a nők bálványaként, amorózóként tündököljön, karakterszerepeket is vállalt. A beszélő köntös című Mikszáth Kálmán-filmadaptációban, amelyet Radványi Géza rendezett (ez az első magyar film, ahol egyes jelenetek színesben láthatók!), Szilassy László a török szultánt alakította.
Szilassy filmjei közül ma is kellemes szórakozást nyújt a Szegény gazdagok, a Karosszék, a Bercsényi huszárok,  a Zenélő majom és a Nászinduló című film. Az előbbi három, az utóbbi hat epizódot ölelt föl a szerelem, illetőleg a nő motívuma köre fonva.
Megjegyzésre érdemes, filmtörténeti szempontból érdekes adalék, hogy Szilassy szkeccsfilmekben is szerepelt, úgymint A nőnek minden sikerül, valamint a Szerelmes szívek című produkció. Az előbb három, az utóbbi hat epizódot ölelt föl a szerelem motívuma köré fonva.
Érdekes momentum az is, hogy az 1939-ben forgatott Hölgyek előnyben című filmben Pál/Paulette kettős szerepét megformálva Szilassy nőt (is) alakított, megelőzve Latabár Kálmánnak az Egy szoknya, egy nadrág című 1943-as filmben nyújtott bravúros alakítását Sóvári Péter színészként, illetve Huares Dulcinea, gazdag spanyol özvegyként, nem is beszélve Tony Curtisnek és Jack Lemmonnak a Van, aki forrón szereti című, 1959-ben készült amerikai filmben nyújtott kettős szerepeiről.
Az Új Filmlexikon az Isten rabjai című, 1942-ben készült film János fráterét emeli ki mint Szilassy László legemlékezetesebb alakítását.
Bár Magyarországról való távozása után polgári foglalkozásokból kellett biztosítania szűkös megélhetését, amikor 1951-ben Buenos Airesben csatlakozott az Argentínai Magyar Színjátszó Társasághoz, újra igényes feladatokhoz jutott. Ő alakította Németh László Villámfénynél című drámájában Nagy Imre körorvost, ő játszotta a férfi címszerepet a Noszty fiú esete Tóth Marival című regény drámaváltozatában. A Légy jó mindhalálig Móricz Zsigmond-műben Valkai tanár úr bőrébe bújt. Herczeg Ferenc Bizánc-ában pedig karakterszerepet formált meg. Partnere ebben az időszakban is többnyire Szeleczky Zita volt.

## Szilassy mint hazafias ikon
- Szilassy László és Szeleczky Zita egyik legnépszerűbb közös filmjének, a Bercsényi huszárok-nak a sikeréhez az is hozzájárult, hogy a trianoni traumára is reagált.[6]

Mint arra az elemzők rámutatnak, a Szilassy és Szeleczky által felváltva elénekelt Darumadár, ha elszállsz című dalból és azt követő udvarlós-kacérkodós jelenetből a kor nézői fontos üzeneteket hallhattak ki.
Amikor Szeleczky karaktere arról beszél, hogy büszke arra, hogy bécsi, Szilassy a magyarság eltéphetetlen összetartozásának szenvedélyes hangvételű megfogalmazásával válaszol: „– Mi akár pestiek vagyunk, akár kolozsváriak, akár pozsonyiak, mi mindig magyarok vagyunk.”
Szilassy ennek a szerepének köszönhetően lett több, mint aktuális szívtipró. Személye összekötődött a nemzeti identitással, a hazafias tematikával. A magyarság összetartozására irányuló kijelentés célba ért.
- A Szíriusz című filmben is hangsúlyosan magyar karaktert formál meg: Tibor Ákos grófot.  A film nemcsak filmnyelvi újításai miatt, hanem aktuálpolitikai áthallásai okán is érdekes, fontos. Felfogható ugyanis az ország az 1940-es évek elejére már végzetessé vált német orientációja kritikájaként.[3] Amikor a Szilassy-megformálta gróf ebben az "időgépes" sci-fiben visszakerül a múltba és bevezetik az illusztris, labancok uralta társaságba,mindenkivel tengelyt akaszt, parázs szócsatákba bocsátkozik. A film tele van kifejezett osztrákellenes (értsd: németellenes) kiszólásokkal. (Egyetlen példa: „Nem tűröm ennek a jöttment, idegen népségnek a pimaszkodásait. Ha nagyon szemtelenek, az orrukra kell koppintani. Higgye el, kell ez nekik, különben még azt hinnék, hogy az övék ez az ország.”)

A filmtörténeti annalesek szerint a Szíriusz németellenes éle miatt esett el Velencében a fődíjtól, a hazai közönség jórészének viszont éppenhogy tetszett ez a merész odamondogatás. Szilassy nimbusza csak nőtt tőle.
Érdemes ideidézni a  Szíriusz rendezőjének, Hamza D. Ákosnak egy olyan, 1987-es nyilatkozatát, melyben filmje férfi főszereplőjéről, Szilassyról ezt mondta: "Szilassy korántsem volt annyira jobboldali, mint ahogy ez máig él a köztudatban. Amikor én a Szíriuszt forgattam vele, a legvadabb baloldali negyvennyolcas kuruc magyar volt. Nemcsak azért, mert a filmbeli szerepe ezt kívánta, hanem valóban így érzett akkoriban. Ezután bolond módon beleszeretett Szeleczky Zitába, akinek úgy akart beférkőzni a kegyeibe, hogy elkezdett jobboldaliaskodni."
- 1966-ban vitézzé avatták.[2]

## Halála
64 évesen halt meg rákban.
A mélyen megrendült Szeleczky Zita így búcsúzott tőle: „Neked már jó, Lacikám… Megszűnt a kín, a fájdalom, az országért, nemzetünkért való örökös rettegés, tépelődés. Te elmentél, és mégsem haltál meg: hangod, képed megőrizte számunkra a film – és ha az is elszakad, lelkünkben, emlékeinkben élsz örökké, mosolygó szemeddel, száddal, míg csak élünk, míg földi pályánk lejár. Addig is: Isten veled, Lacikám, kedves partnerem!”

## Emlékezete
- A Kétszer kettő című filmet már 1944-ben befejezte rendezője, Manninger János, de csak 1945 végén nyílt lehetőség arra, hogy a nézőközönség elé kerüljön. Ekkora azonban, a politikai klíma változásával a főszerepet játszó Szilassy László már nem kívánatos személynek számított, nem utolsósorban azért, mert 1944 novemberében részt vett Szálasi Ferenc "nemzetvezető" ún. kultúrértekezletén,[8] emellett olyan megalapozatlan legendák is elterjedtek róla, hogy köze volt a Margit körúti nyilas fogolyszabadításhoz.[7] Jeleneteit ezért újra forgatták Várkonyi Zoltánnal.[9] (Hasonló helyzet állt tehát elő, mint napjainkban, mikor is a szexbotrányba keveredett Kevin Spacey-t A világ összes pénze című sorozatban egyszerűen kivágták egy már leforgatott filmből. Lecserélték egy másik színészre.)

A filmgyárban ezt az esetet még évtizedek múlva is intő példaként emlegették arra, hogy egy színész jobb, ha nem ártja bele magát a politikába.
- A szocializmus idején természetesen nem vették jó néven, hogy 1944-ben elhagyta az országot. Szilassy helyzetét még hátrányosabban befolyásolta, hogy névegyezés következtében összekeverték egy nyilas katonatiszttel.[10] Az Új Filmlexikon (1973) is azt a téves információt közölte róla, hogy részt vett az 1944. október 15-ei Szálasi-puccsban és a nyilasuralom bukását követően Ausztriába, majd Latin-Amerikába szökött.[4] Emiatt filmjeit betiltották, bár népbírósági eljárás nem indult ellene.[2] Egészen a rendszerváltásig kellett várni a hírnevét beárnyékoló félreértés tisztázására, ekkor sikerült csak cáfolni a ránehezedő vádakat. Ábel Péter cikke tisztázta 1990-ben. Lásd: Ábel Péter: Történelmi nyomozás I—II. Szilassy László vagy Szabó? Színházi Élet, 1990/4. és 1990/5.
- Amikor az Uz Bence című, Jávor Pál és Szilassy László főszereplésével leforgatott, 1938-ban készült filmet először mutatta be a Magyar Televízió, ez a Szilassyt besározó, politikailag motivált vádak miatt csak úgy történhetett meg, hogy Szilassy nevét egész egyszerűen kivágták a szereplőket felsoroló főcímlistáról. (Az Uz Bence című filmalkotás kópiája a mai napig őrzi ennek a beavatkozásnak a nyomait. Szilassy László neve még most is hiányzik a film – többek között a videa.hu-n megtekinthető – cenzúrázott változatának főcímlistájáról.)
- Bár a szocializmus évtizedei alatt a kultúrpolitika irányítói mindent megtettek, hogy Szilassy Lászlót a felejtés karanténjába zárják, az aukciókon még ma is fel-feltűnnek egykori sztárfotói és gazdára is találnak.
- 2008-ban az Attraktor Kiadó gondozásában  Mudrák József: Volt egyszer egy filmsztár (Szilassy László élete) címmel összegezte pályáját, s mutatott fel egy, a XX. század nagy kataklizmáiban derékba tört művészsorsot.
- 2014-ben színháztörténeti konferenciát rendeztek Tolnay Klári születésének 100. évfordulója alkalmából, s az előadásokat könyv formájában is megjelentették. A Miklós Zoltán által tartott előadás Tolnay Klári gyakori színházi és filmpartnereként Szilassy Lászlóval foglalkozott. Miklós Zoltán megállapítja,hogy Tolnay és Szilassy öt filmben és négy színdarabban játszottak együtt, és üde, fiatalos játékstílusuk jól összeillett, színészi eszköztáruk folyamatosan gazdagodott, mindinkább túlléptek onnan, ahova eredetileg beskatulyázták őket: azaz a bonviván és a vadóc szerepkörökön.[1] Szilassy az Idegen utakon című filmben Tolnay inspirálására valódi drámai színésznek bizonyul. Komoly technikai felkészültségről tesz tanúbizonyságot.
- Említést érdemel, hogy Rácz Máté és Várady-Tornyos Bálint jogtörténeti nézőszögből, a válóperes iratok teljes körű áttekintésével feldolgozta Szilassy László és első felesége, Dominicza Margit (művésznevén: Dénes Manci operettprimadonna) bontó- és nőtartási perét, mely 1944-ben zárult.[11] Tanulmányukból megtudható, hogy – a szárnyra kapott pletykákkal megegyezően – a feleség azzal vádolta Szilassyt, hogy filmpartnerével, Szeleczky Zitával viszonyt folytat.

- Szilassy László fia is megszólalt apjával kapcsolatban. Egyik cikkében apja állítólagos világháborús szerepvállalását cáfolja, egy másik, „Apám, Szilassy László filmjei” címen megjelent írásában pedig édesapja filmes karrierjének bemutatására és alakításainak értékelésére vállalkozik.[12]

Az utóbbi írást ifj. Szilassy László azzal zárja, hogy megemlíti, hogy egyszer alkalma volt beszélgetni Makovecz Imrével, az ismert építésszel és Makovecz Szilassy Lászlót a dzsentri ellentéteként, az ország építésén munkálkodó új magyar polgár megtestesítőjeként jellemezte, aki a korabeli ifjúságnak példát mutatott, nemes ideálokat adott.

## Főbb szerepei
- Kálmán (Huszka Jenő: Erzsébet)
- Köves főhadnagy (Bercsényi huszárok)
- Pista (Eisemann Mihály: Tokaji aszú)
- Pál (Bókay J.: Hazudj nekem!)
- Korponai (Zilahy L.: A tábornok)
- István (Cserebere, film 1940)
- Szávay Gábor (A kegyelmes úr rokona, film 1941)
- Bob herceg (Bob herceg, film 1941)
- Tamássy Miklós (Régi nyár, film 1942)
- János fráter (Isten rabjai, film 1942)
- Tibor Ákos gróf (Szíriusz, film 1942)
- Kátay Miklós (Anyámasszony katonája, film 1943; elveszett) (1938)
- Jancsó Bálint (Huszka Jenő: Mária főhadnagy) – Szeleczky Zita oldalán ez a darab óriási siker volt: 200 előadást is megélt a Fővárosi Operettszínházban

## Slágerei
Szilassy László számos filmjében énekelt, sőt, azután is, hogy elhagyta Magyarországot, készített lemezfelvételeket.
Legnagyobb slágere talán a Hiába menekülsz, hiába futsz című dal volt, melyet Karády Katalin is lemezre vett. De a Régi nyár című filmből származó Valami kis szerelem című dala is nagy népszerűségre tett szert.
Kedveltek voltak duettjei Szeleczky Zitával – különösen a Bercsényi huszárok című filmben hallható Darumadár, ha elszáll és a Zenélő malom című filmben felcsendülő Tündérkirálynő, légy a párom, illetve a Kis cigaretta valódi finom című dal.

## Könyve
- Laci (1941)

## Szilassy László a politikáról
Szilassy László eklatáns példája a hamis mítoszgyártás, a fals hírek miatt megbélyegzettek kálváriájának, hiszen a szocializmus idején azért igyekeztek kitörölni a közemlékezetből, mert állítólag szélsőjobboldali nézeteket vallott.  Ezért feltétlenül szükséges leidézni, mit mondott maga a színész:

„„Nem politizálok! Aki ellenem azt a vádat hozta fel, hogy politizálok, személyes okok miatt tette. Természetes, hogy megvan a magam egészséges politikai véleménye, ez azonban százszázalékosan magánügyem, amiben nem kérek és nem tűrök beleszólást!””